# میک باتوم
میک باتوم (به انگلیسی: Mike Bottom) (زادهٔ) شناگر اهل ایالات متحده آمریکا است.